# Lankesiska köket
Lankesiska köket är influerat av kolonisatörerna och utländska köpmän. Ris som är en daglig stapelvara, äts vid många olika tillfällen, medan kryddiga currygrytor ofta förtärs till middag och lunch. En väldigt populär alkoholhaltig dryck är toddy som görs på sav från palmträdet. Arrak är de facto nationaldrycken. Ris och curry är de facto landets nationalrätt, och kan serveras på många olika sätt. 

## Huvudrätter

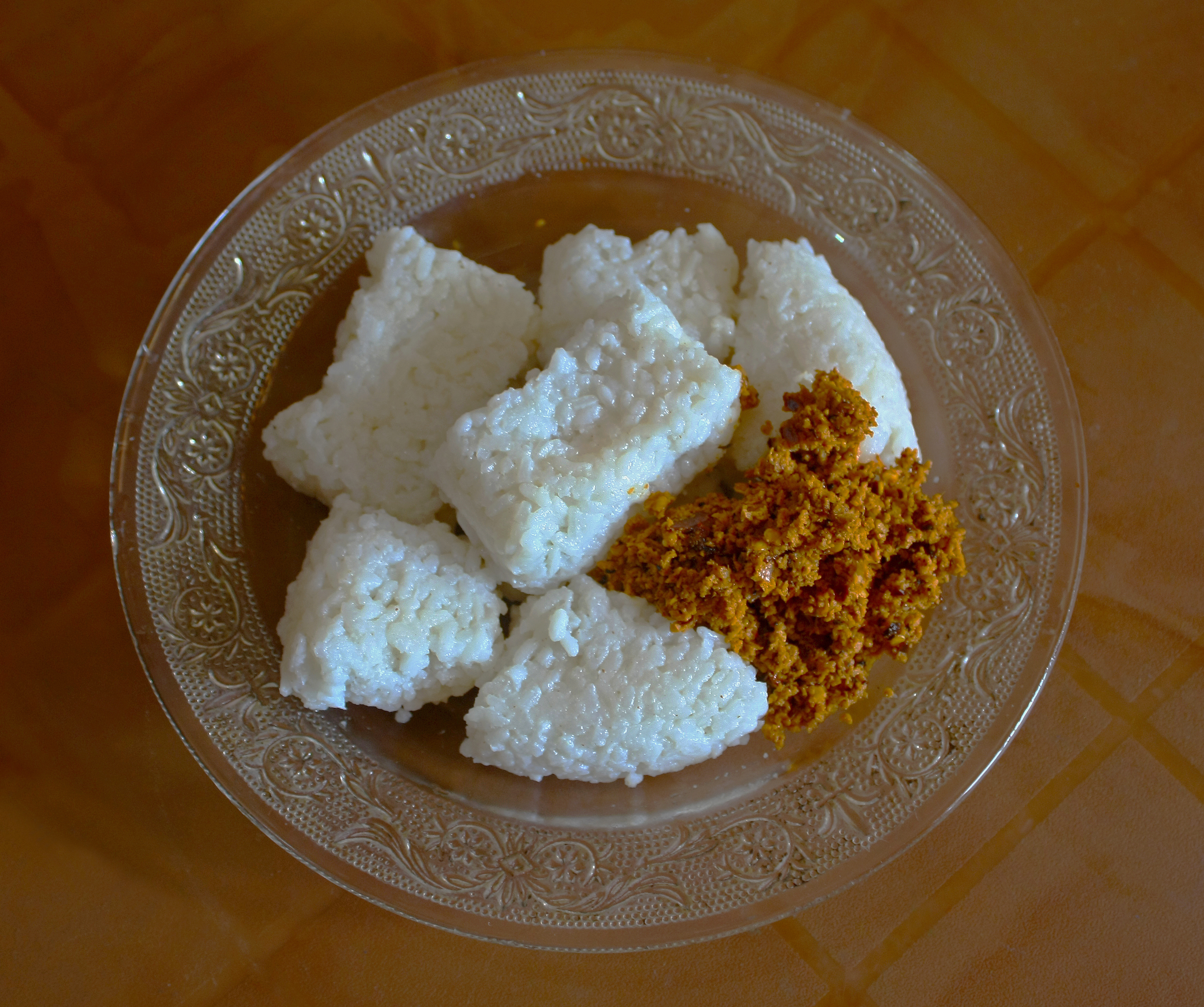
Kiribath med lunu miris.

Sri Lankas matvanor består huvudsakligen av kokat eller ångkokat ris serverat med curry. En annan välkänd risrätt är kiribath, översatt mjölkris. Currygrytor består i Sri Lanka inte bara av kött eller fisk utan även grönsaker, och då och då även frukter. En typiskt lankesisk rätt består av en huvudsaklig curry (fisk, kyckling, nötkött, fläskkött eller fårkött) såväl som flera andra currygrytor gjorda på grönsaker och linser. Sidorätter kan bestå av pickles, chutney och så kallade sambols, som ibland kan vara brännande heta. Den mest kända av dessa görs på mosad kokos blandad med chilipeppar, torkad och rökt fisk från Maldiverna samt limejuice. Ingredienserna mosas sedan till en pasta som äts med ris, då det ger en kryddigare rätt och anses öka aptiten.
Förutom sambol äter lankeserna mallung, hackade blad blandade med riven kokosnöt och rödlökar. Kokosmjölk är vanligt förekommande i de flesta rätter. Sri Lanka är känt för att blanda många olika kryddor. 

### Influenser
Under 14- och 1500-talet kom handelsmän från hela världen med sina inhemska matvanor, vilket resulterade i en stor mångfald i matlagningsstil- och teknik. Exempel på det är den holländskinfluerade rätten lamprais, som är ris kokt i köttspad med en speciell curry, tillsammans med köttbullar, som senare omslås av bananblad och ugnsbakas. Holländska och portugisiska sötsaker är vanliga. Brittiska influenser är till exempel rostbiff och grillad kyckling.

### Kryddor
Sri lankeserna använder rikligt med kryddor i rätterna och följer ofta inte exakta recept. Således smakar varje kocks currygryta ganska annorlunda. Vidare, lagar personer från öns olika delar maten på olika sätt. Även om maträtterna är ganska lika dem i södra Indien i dess användning av chili, kardemumma, kummin, koriander och andra kryddor, har det en egen smak.
Maten är allmänt mycket starkare än i södra Indien, och många rätter anses vara bland de starkaste i världen sett till chiliinnehåll. Olika sorters starka chilifrukter används rikligt. Medan de flesta av invånarna på ön är vana vid styrkan finner turister och besökare styrkan väldigt stark. Som ett resultat av detta serverar många restauranger i turistområden versioner med mindre hetta.

### Olika rätter

#### Appam
Appam, känd i Väst som hoppers är en annan inhemsk maträtt, som ofta serveras till frukost eller lunch och som ofta serveras med lunu miris, en väldigt stark blandning av rödlök och kryddor. De görs på fermenterat rismjöl, kokosmjölk och lite palmvin, som ger en sur smak och förmåga att fermenteras. Om vinet inte finns tillgängligt används ofta jäst istället. Smeten lämnas att jäsa, och tillagas sedan i en hemisfärisk wokpanna. Det finns många varianter av rätten, såsom av ägg, mjölk, samt sötare varianter.

#### Koola'ya
Koola'ya är en rätt som görs på en blandning av olika curryrester, som blandas med ris, och som ofta serveras i tempel med chapati. Rätten serveras även i bollform, eller blandat i en blandare.

## Sötsaker
En välkänd sötsak är "kavun", en kaka som görs på rismjöl och sirap som friteras till den blir gyllenbrun. En variant på rätten, som kallas "moong kavun", görs på mungbönor som sedan mals ner till pasta och formas till diamanter innan de friteras. Många sötsaker serveras tillsammans med kiribath under fester och högtider. Många av sötsakerna i köket har upptagits från olika indiska kök.
Wattalapan, en ångkokt pudding som görs på kokosmjölk, ägg och palmsocker, har blivit en stapeldessert i köket.

## Tekultur

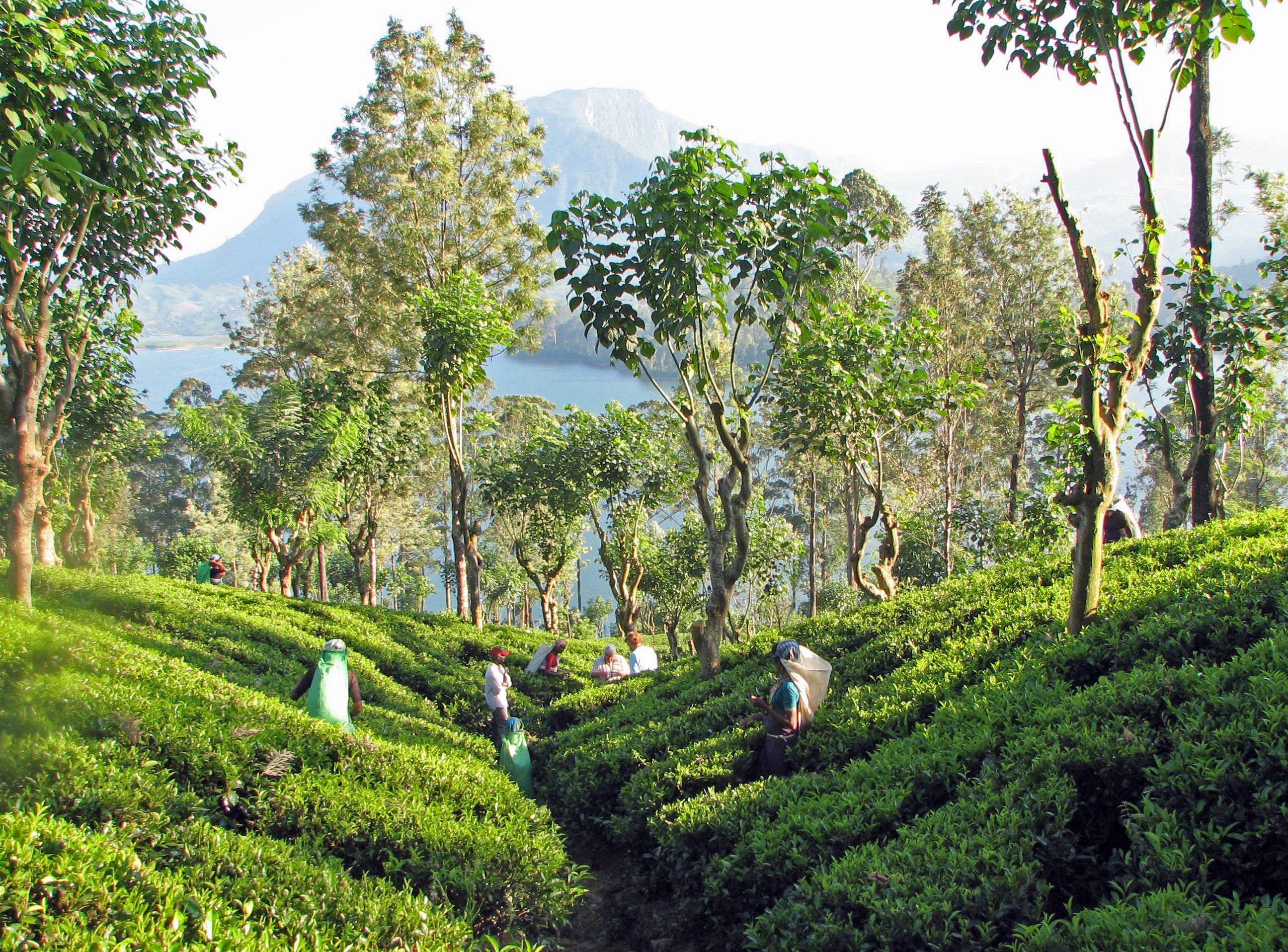
Teplantage nära Kandy.

Eftersom Sri Lanka är en av världens största teproducenter dricker man mycket te i landet. Många lankeser dricker åtminstone tre koppar om dagen. Sri Lanka är även känt för att producera bland det bästa teet i världen och Storbritanniens kungahus har druckit ceylon-te. Te serveras så fort en gäst kommer till ett hus.

### Webbkällor
- Wingård, Ulla (31 oktober 1999). ”Friska vindar över sargad skönhet” (på svenska). Dagens nyheter. http://www.dn.se/resor/srilanka/friska-vindar-over-sargad-skonhet-1.67757. Läst 23 januari 2010.